# Linda Grip
Linda Grip, född i Norrtälje, är en svensk sångerska som sjöng i Melodifestivalens tredje deltävling 2002 där hon slutade på åttonde och sista plats med låten You're the best thing. Låten släpptes senare på singel.

## Biografi
Linda Grip blev intresserad av musik då hennes familj fick ett piano av hennes mormor. Under skolåldern sysslade hon mer med idrott än musik. Musikkarriären började vid 14 års ålder då hon började sjunga i ett band. Hon blev senare medlem i bandet Glam och studerade på gymnasiet till socionom. Hon har också arbetat med personer som har missbruk och sociala problem. Grip har skrivit låtar med Uno Svenningsson och Patrik Frisk. Hon har även skrivit låten Take a Chance för Friends eftersom hon är vän med sångaren.

## Diskografi

### Singel
- 2002 – You're the best thing (Edel Records).[4]

## Kompositioner
- 2002 – You're the best thing (skriven tillsammans med Marcus Black).